# Chavannes-sur-Suran
Chavannes-sur-Suran ist eine ehemalige französische Gemeinde mit 709 Einwohnern (Stand: 1. Januar 2020) im Département Ain in der Region Auvergne-Rhône-Alpes. Sie gehörte zum Arrondissement Bourg-en-Bresse. Die Bewohner werden Chavannais und Chavannaises genannt.
Mit Wirkung vom 1. Januar 2017 wurde Chavannes-sur-Suran zusammen mit der früheren Gemeinde Germagnat zu einer Commune nouvelle mit dem Namen Nivigne et Suran zusammengelegt.

## Geographie
Chavannes-sur-Suran liegt etwa 15 Kilometer ostnordöstlich von Belley in der Région naturelle Bugey am Fluss Suran.
Umgeben wird Chavannes-sur-Suran von den Nachbargemeinden und der Commune déléguée von Nivigne et Suran:
| Val Suran     | Pouillat                                    | Germagnat (Commune déléguée) |
| Val-Revermont | Kompassrose, die auf Nachbargemeinden zeigt | Corveissiat                  |
|               | Simandre-sur-Suran                          |                              |

## Bevölkerungsentwicklung
| Chavannes-sur-Suran: Einwohnerzahlen von 1793 bis 2016                                                                     | Chavannes-sur-Suran: Einwohnerzahlen von 1793 bis 2016 | Chavannes-sur-Suran: Einwohnerzahlen von 1793 bis 2016 | Chavannes-sur-Suran: Einwohnerzahlen von 1793 bis 2016 | Chavannes-sur-Suran: Einwohnerzahlen von 1793 bis 2016 |
| --- | ------------------------------------------------------ | ------------------------------------------------------ | ------------------------------------------------------ | ------------------------------------------------------ |
| Jahr |                                                        |                                                        |                                                        | Einwohner                                              |
| 1793 | 1793                                                   |                                                        | 1.196                                                  | 1.196                                                  |
| 1800 | 1800                                                   |                                                        | 1.275                                                  | 1.275                                                  |
| 1806 | 1806                                                   |                                                        | 1.063                                                  | 1.063                                                  |
| 1821 | 1821                                                   |                                                        | 1.232                                                  | 1.232                                                  |
| 1831 | 1831                                                   |                                                        | 1.259                                                  | 1.259                                                  |
| 1836 | 1836                                                   |                                                        | 1.094                                                  | 1.094                                                  |
| 1841 | 1841                                                   |                                                        | 1.217                                                  | 1.217                                                  |
| 1846 | 1846                                                   |                                                        | 1.061                                                  | 1.061                                                  |
| 1851 | 1851                                                   |                                                        | 1.133                                                  | 1.133                                                  |
| 1856 | 1856                                                   |                                                        | 1.159                                                  | 1.159                                                  |
| 1861 | 1861                                                   |                                                        | 1.049                                                  | 1.049                                                  |
| 1866 | 1866                                                   |                                                        | 1.102                                                  | 1.102                                                  |
| 1872 | 1872                                                   |                                                        | 1.011                                                  | 1.011                                                  |
| 1876 | 1876                                                   |                                                        | 956                                                    | 956                                                    |
| 1881 | 1881                                                   |                                                        | 985                                                    | 985                                                    |
| 1886 | 1886                                                   |                                                        | 960                                                    | 960                                                    |
| 1891 | 1891                                                   |                                                        | 930                                                    | 930                                                    |
| 1896 | 1896                                                   |                                                        | 915                                                    | 915                                                    |
| 1901 | 1901                                                   |                                                        | 978                                                    | 978                                                    |
| 1906 | 1906                                                   |                                                        | 915                                                    | 915                                                    |
| 1911 | 1911                                                   |                                                        | 780                                                    | 780                                                    |
| 1921 | 1921                                                   |                                                        | 610                                                    | 610                                                    |
| 1926 | 1926                                                   |                                                        | 612                                                    | 612                                                    |
| 1931 | 1931                                                   |                                                        | 581                                                    | 581                                                    |
| 1936 | 1936                                                   |                                                        | 530                                                    | 530                                                    |
| 1946 | 1946                                                   |                                                        | 522                                                    | 522                                                    |
| 1954 | 1954                                                   |                                                        | 484                                                    | 484                                                    |
| 1962 | 1962                                                   |                                                        | 440                                                    | 440                                                    |
| 1968 | 1968                                                   |                                                        | 386                                                    | 386                                                    |
| 1975 | 1975                                                   |                                                        | 336                                                    | 336                                                    |
| 1982 | 1982                                                   |                                                        | 393                                                    | 393                                                    |
| 1990 | 1990                                                   |                                                        | 419                                                    | 419                                                    |
| 1999 | 1999                                                   |                                                        | 485                                                    | 485                                                    |
| 2006 | 2006                                                   |                                                        | 617                                                    | 617                                                    |
| 2011 | 2011                                                   |                                                        | 638                                                    | 638                                                    |
| 2016 | 2016                                                   |                                                        | 805                                                    | 805                                                    |
| Quelle(n): EHESS/Cassini bis 1999, INSEE ab 2006 Anmerkung(en): Ab 1962 offizielle Zahlen ohne Einwohner mit Zweitwohnsitz |                                                        |                                                        |                                                        |                                                        |

## Geschichte
In einer Art Inventar (französisch  "polyptyque") des Klosters Saint-Germain-des-Près in Paris, das 823 begonnen wurde, soll Chavannes erstmals erwähnt sein. Anfang 869 schenkt dann Kaiser Lothar II. dem Bischof von Besancon unter anderen Dörfern die "villa Cavennacum".

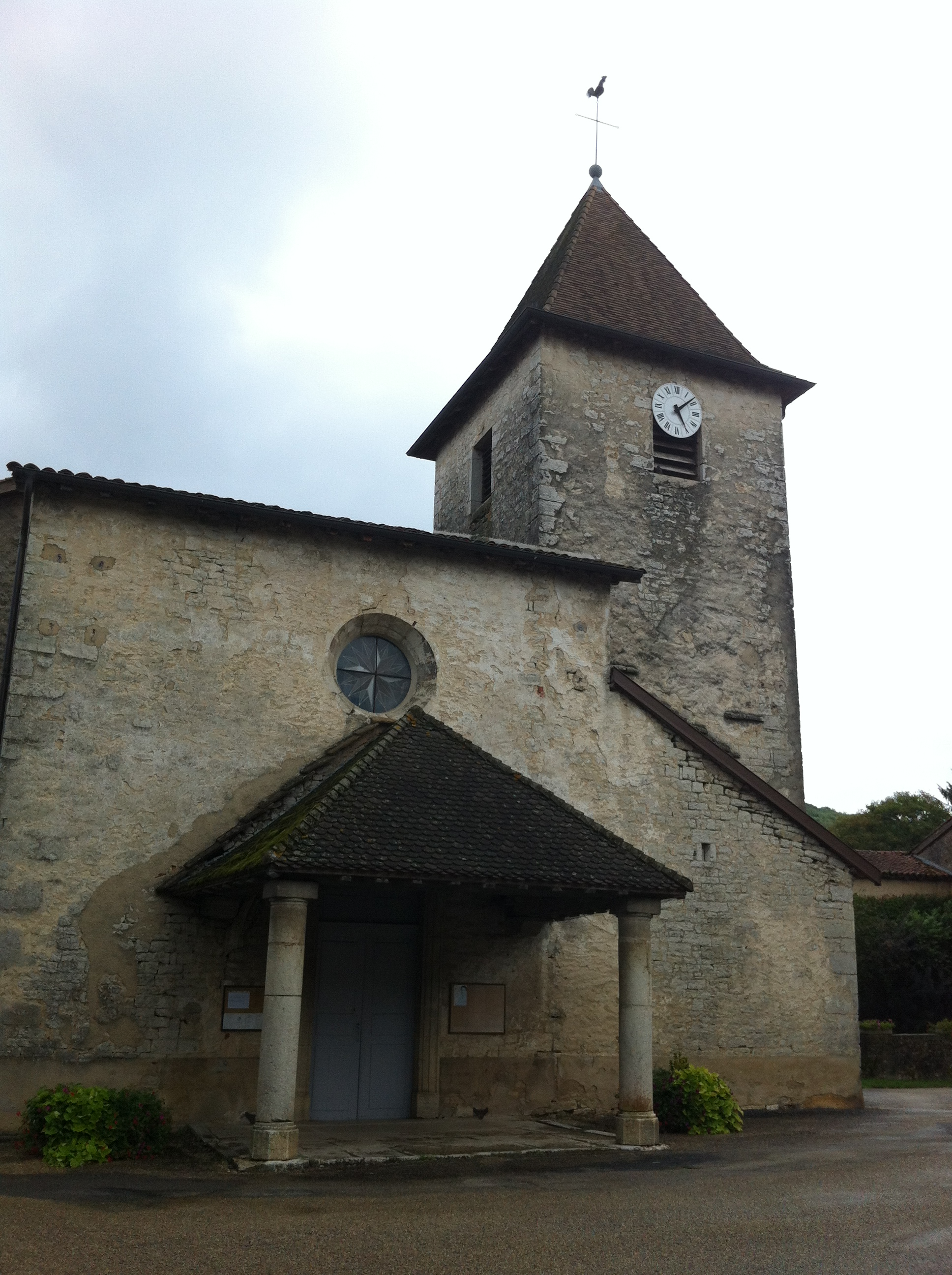
Kirche Saint-Pierre

## Sehenswürdigkeiten
- Kirche Saint-Pierre aus dem 15. bis 17. Jahrhundert, seit 1946 als Monument historique eingeschrieben
- Haus aus dem 16. Jahrhundert, erbaut 1581, seit 1947 in Teilen als Monument historique eingeschrieben
- Schloss Rosy aus dem 16. Jahrhundert